# Suore domenicane di Santa Maria del Rosario
Le Suore domenicane di Santa Maria del Rosario sono un istituto religioso femminile di diritto pontificio.

## Storia
La congregazione fu fondata nel 1895 a Iolo dal sacerdote italiano Didaco Bessi, pievano di San Pietro, per l'assistenza alle orfane del paese.
L'istituto, affiliato all'ordine dei frati predicatori dal 10 ottobre 1959, ricevette il pro-decreto di lode il 7 ottobre 1962.

## Attività e diffusione
Le suore della congregazione si dedicano all'educazione della gioventù, all'assistenza ad anziani e infermi e alla collaborazione nelle opere parrocchiali.
Oltre che in Italia, l'istituto è presente in Ecuador, Filippine, India, Indonesia, Polonia, Romania e Vietnam; la sede generalizia è a Iolo.
Alla fine del 2015 l'istituto contava 227 religiose in 27 case.